# Paolo Ier Bertoleoni
Paolo Bertoleoni, né en 1815 en Sardaigne et mort le 30 mai 1886 à Tavolara, est le second roi (cryptarque) de l'île de Tavolara, située au nord-est de la Sardaigne, sous le nom de Paolo Ier de 1845, date de l'abdication de son père le roi Giuseppe, premier souverain de l'île, jusqu'à sa mort en 1886. 
Lors d'une visite à Turin, il obtient finalement du roi Victor-Emmanuel II la reconnaissance du royaume de Tavolara. C'est aussi durant cette période que le patriote Giuseppe Garibaldi se lia avec les Bertoleoni. Il rendit visite aux autres membres de la famille installés sur les îles de La Maddalena et de Caprera. À la mort de Paolo en 1886, son fils Carlo lui succède. 

## Biographie
Fils de Giuseppe Bertoleoni et de Laura Ornano, Paolo est né en 1815. En 1839, il rendit visite au roi Charles-Albert de Sardaigne, au nom de son père, à Turin et obtint une charte royale pour Tavolara. Par la suite, c'est Giuseppe Garibaldi, patriote italien, qui s'associe à la famille Bertoleoni, visitant souvent les parents de Paolo. 
En 1845, Giuseppe cède le trône à Paolo. Il meurt quatre ans plus-tard en 1849.
Après la création du royaume d'Italie en 1861, Paolo obtient la reconnaissance pour Tavolara du roi Victor-Emmanuel II. Après qu'il est tombé malade en 1882, sa femme Pasqua Favale agit comme régente jusqu'à sa mort le 30 mai 1886. Son fils aîné, Carlo, lui succède.

## Descendance
Marié à Pasqua Favale, Paolo Bertoleoni est le père de trois enfants : 
- Carlo, qui lui succède en 1886 ;
- Mariangela, future régente ;
- Marianna.